# Кривець (Івановське сільське поселення)
Кривець (рос. Кривец) — присілок в Старорусському районі Новгородської області Російської Федерації.
Населення становить 10 осіб. Входить до складу муніципального утворення Івановське сільське поселення.

## Історія
Від 2004 року входить до складу муніципального утворення Івановське сільське поселення.

## Населення
| 2009 | 2010 |
| ---- | ---- |
| 12   | ↘10  |